# کریس اندرسون (بازیکن فوتبال، زاده ۱۹۹۰)
کریس اندرسون (انگلیسی: Chris Anderson؛ زادهٔ ۲ اکتبر ۱۹۹۰) بازیکن فوتبال اهل بریتانیا است.
از باشگاه‌هایی که در آن بازی کرده‌است می‌توان به باشگاه فوتبال کولنه و باشگاه فوتبال برنلی اشاره کرد.